# Dicerorhinus etruscus
A Dicerorhinus etruscus (etruszk orrszarvú) az emlősök osztályába a páratlanujjú patások rendjébe és a orrszarvúfélék családjába tartozó kihalt faj.

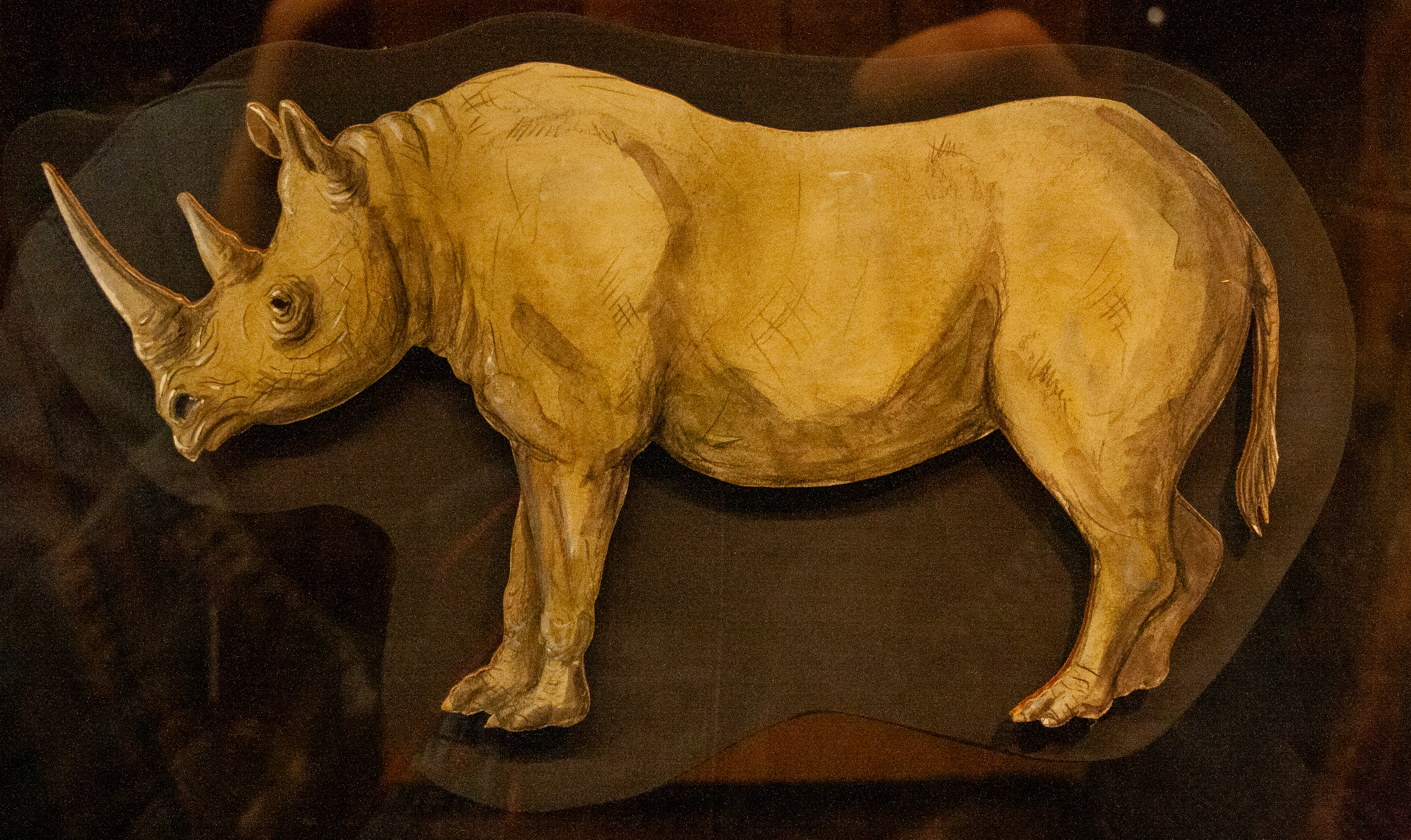
Rekonstrukció